# Bernhard II. von Wölpe
Bernhard II. von Wölpe (* 1176; † 1221) war Graf von Wölpe.
Sein Bruder war der Bischof Iso von Wölpe. Nach dem Verwaltungszentrum Neustadt am Rübenberge, das wohl schon sein Vater Bernhard I. von Wölpe eingerichtet hatte, gründete er 1215 das Kloster Mariensee als geistiges Zentrum der Grafschaft und Grablege der Wölper Grafen. 
Er heiratete Sophia von Dassel, die Tochter von Ludolf I. von Dassel.
Die Töchter dieses Paares waren:
- Richenza ⚭ Heinrich I. von Hoya
- Sophie ⚭ Siegfried II. von Osterburg
- Jutta ⚭ Volrad II. von Dannenberg.

In zweiter Ehe heiratete er Kunigunde von Wernigerode; Sohn dieses Paares wurde Konrad II. von Wölpe.